# Джусубалиев, Балтабай
Балтаба́й Джусубали́ев (кирг. Балтабай Жусубалиев; 1875 год, село Дюрбельджин — 1965 год, село Дюрбельджин, Ак-Талинский район, Нарынская область) — коневод, старший табунщик колхоза «Дюрбельджин» Акталинского района Тянь-Шаньской области, Киргизская ССР. Герой Социалистического Труда (1948).

## Биография
Родился в 1875 году в крестьянской семье в селе Дюрбельджин (ныне — Баетово Ак-Талинский район Нарынской области).
С 1939 по 1960 года — табунщик, старший табунщик колхоза «Дюрбельджин» Акталинского районаю
В 1947 году бригада Балбатая Джусубалиева, обслуживая табун численностью в 182 голов, вырастила 52 жеребят от 52 кобыл. Указом Президиума Верховного Совета СССР от 15 сентября 1948 года удостоен звания Героя Социалистического Труда с вручением ордена Ленина и золотой медали «Серп и Молот».
После выхода на пенсию проживал в родном селе, где скончался в 1965 году.
Память
В селе Баетово находится бюст Балтабая Джусубалиева. 